# Bertie Ahern
Patrick Bartholomew „Bertie“ Ahern (irsky Pádraig Parthalán Ó hEachthairn, * 12. září 1951 Dublin) je bývalý irský politik strany Fianna Fáil. Od 26. června 1997 do 7. května 2008 byl irským premiérem (taoiseachem).

## Politická kariéra
Poprvé byl zvolen do parlamentu v roce 1977 za volební obvod Dublin-Finglas a od roku 1981 kandidoval v Dublin Central. Od března 1987 do listopadu 1991 byl ministrem práce a od listopadu 1991 do prosince 1994 byl ministrem financí.
Taoiseachem se stal poprvé v červnu 1997, znovu byl zvolen v červnu 2002 a ještě jednou v květnu 2007.
V dubnu 1998 Bertie Ahern spolu s Tony Blairem podepsali tzv. Velkopáteční dohodu, která byla uzavřena mezi britskou a irskou vládou a politickými stranami v Severním Irsku. Tím byl oficiálně ukončen třicet let trvající konflikt v Severním Irsku.
Od ledna 2004 do června 2004 vláda Bertie Aherna předsedala Radě evropské unie a realizovala historické rozšíření Evropské unie na 27 členských států.
Ahern se rozhodl odstoupit z funkce předsedy vlády a strany Fianna Fáil začátkem dubna 2008 kvůli korupčnímu skandálu, do kterého měl být údajně zapleten. Na obou postech ho vystřídal Brian Cowen.